# Wer wenn nicht wir
Wer wenn nicht wir è un film del 2011 diretto da Andres Veiel.